# Marcel Schelbert
Marcel Schelbert (24 februari 1976) is een voormalige Zwitserse atleet, die zich had gespecialiseerd in de 400 m horden. Hij heeft eenmaal meegedaan aan de Olympische Spelen. Zijn belangrijkste prestatie was de derde plek bij de wereldkampioenschappen van 1999.

## Biografie
Schelberts eerste grote succes was tijdens de Europese kampioenschappen voor junioren in 1995, toen hij tweede werd op de 400 m horden, op twee honderdste van een seconde verwijderd van de nummer één. Het jaar daarna nam Schelbert deel aan de Olympische Spelen. Hier kwam hij met een gelopen tijd van 51,20 s niet verder dan een zesde plek in de series; een tijd die ruim een seconde langzamer was dan zijn toenmalige PR.
In 1997 lukte het Schelbert in het Finse Turku wel om op het podium te komen bij de EK voor neo-senioren. Hij werd op de 400 m horden tweede in 49,43. Twee jaar later verbeterde Schelbert samen met Alain Rohr, Laurent Clerc en Mathias Rusterholz tijdens de WK in Sevilla het Zwitserse record op de 4 x 400 m estafette tot 3.02,46. Het viertal wist niet tot de finale van het kampioenschap door te dringen. Op de 400 m horden lukte dat Schelbert wel. Hij werd in de finale derde in een tijd van 48,13, een nationaal record. Datzelfde jaar werd hij verkozen tot Zwitsers Sportpersoon van het Jaar. De jaren na de WK haalde Schelbert zijn vierde en vijfde nationale titel binnen. Hij wist geen grote internationale titels te veroveren.
Behalve het nationale record op de 400 m horden en de 4 x 400 m estafette bij de senioren, heeft Schelbert ook het Zwitserse record op de 400 m horden voor de neo-senioren en de junioren in handen.
Schelbert stopte met zijn topsportcarrière in 2003, door blessures en motivatieproblemen. Hij was aangesloten bij de atletiekvereniging LC Zürich. Hij ging werken bij een bank.

## Titels
- Zwitsers kampioen 400 m horden - 1996, 1997, 1999, 2000, 2002

## Persoonlijke records
Outdoor
| Onderdeel    | Prestatie    | Datum             | Plaats   |
| ------------ | ------------ | ----------------- | -------- |
| 400 m        | 46,05 s      | 20 september 1997 | Genève   |
| 110 m horden | 14,14 s      | 7 september 1997  | Düdingen |
| 400 m horden | 48,13 s (NR) | 27 augustus 1999  | Sevilla  |

## Palmares

### 400 m horden
- 1995:  EJK - 50,44 s
- 1996:  Zwitserse kamp. - 50,32 s
- 1996: 47e OS - 51,20 s
- 1997:  Zwitserse kamp. - 49,95 s
- 1997:  EK U23 - 49,43 s
- 1999:  Zwitserse kamp. - 48,84 s
- 1999:  Universiade - 48,77 s
- 1999:  WK - 48,13 s
- 2000:  Zwitserse kamp. - 50,78 s
- 2001:  Zwitserse kamp. - 50,21 s
- 2002:  Zwitserse kamp. - 50,25 s

### 4 x 400 m
- 1997: 4e in ½ fin. WK - 3.05,34
- 1999: 5e in serie WK - 3.02,46 (nat. rec.)

## Onderscheiding
- Zwitsers Sportpersoon van het Jaar - 1999